# Deutzia scabra
Espèce
Synonymes
- Deutzia crenata var. thunbergiana (Maxim.) Zaik.[2]
- Deutzia crenata Siebold & Zucc.[3]
- Deutzia reticulata Koidz.[2]
- Deutzia scabra var. candidissima (Froebel) Rehd.[3]
- Deutzia scabra var. thunbergiana Maxim.[2]
- Deutzia teradakensis Nakai[2]

Deutzia scabra est une plante ornementale de la famille des Hydrangéacées.

## Distribution
Originaire du Japon, elle a été introduite en Asie orientale, en Europe et en Amérique du Nord,. Dans son aire d'origine on la trouve dans le Kantō à l'est des îles de Kyushu et de Shikoku.

## Habitats
Son habitat naturel se situe en lisière des forêts et dans les espaces ouverts rocailleux. Elle est tolérante aux changements et on peut la voir pousser sur les murs de pierre, les talus et les terrains vagues,.

## Liste des variétés
Selon Tropicos (27 juin 2020) (Attention liste brute contenant possiblement des synonymes) :
- Deutzia scabra var. atropurpurea
- Deutzia scabra var. crenata Maxim.
- Deutzia scabra var. latifolia Zaik.
- Deutzia scabra var. petiolata Zaik.
- Deutzia scabra var. scabra
- Deutzia scabra var. sieboldiana H. Hara
- Deutzia scabra var. thunbergiana Maxim.
- Deutzia scabra var. typica C.K. Schneid.

## Galerie

Deutzia Scabra dans son milieu naturel
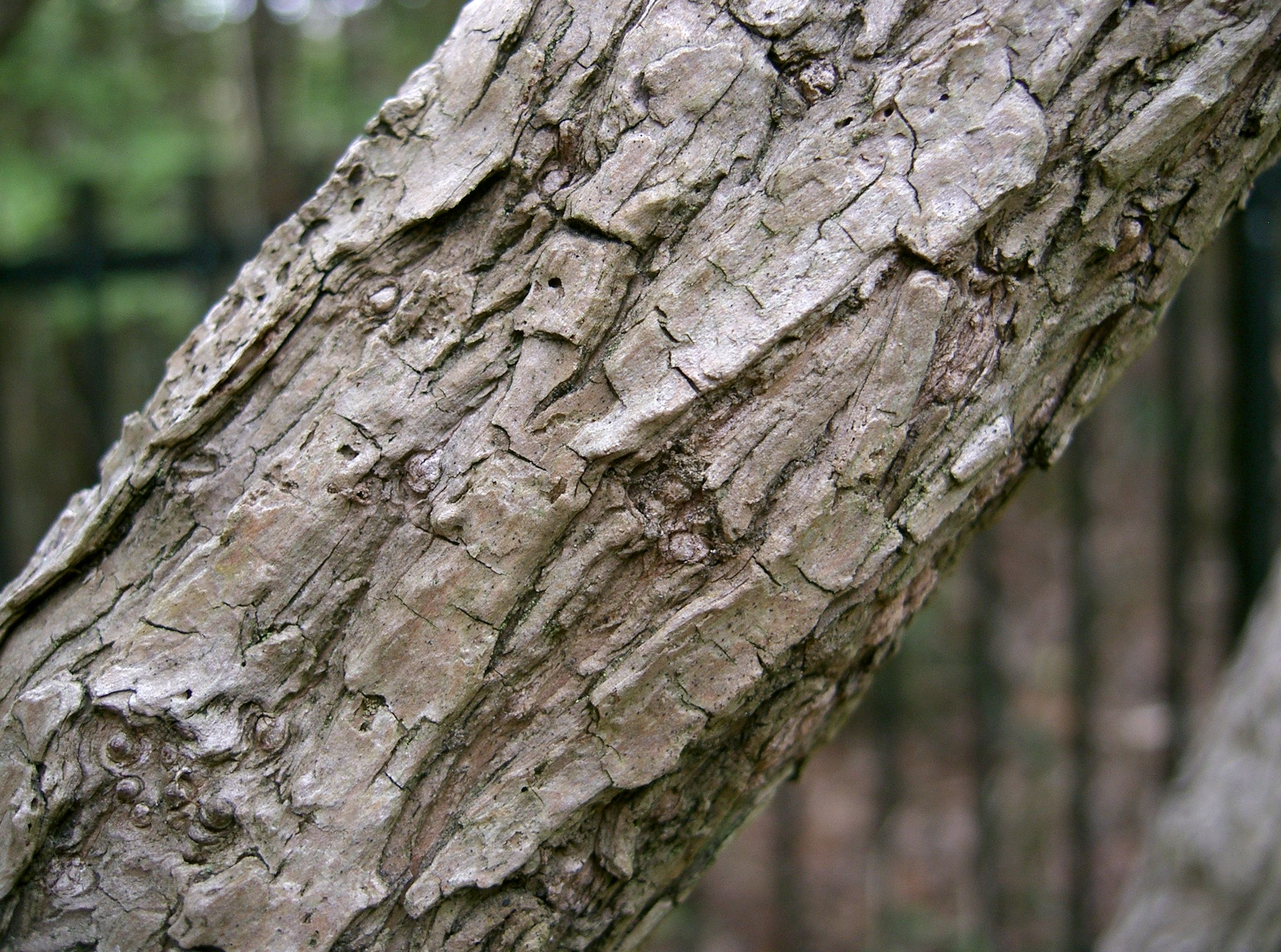
l'écorce
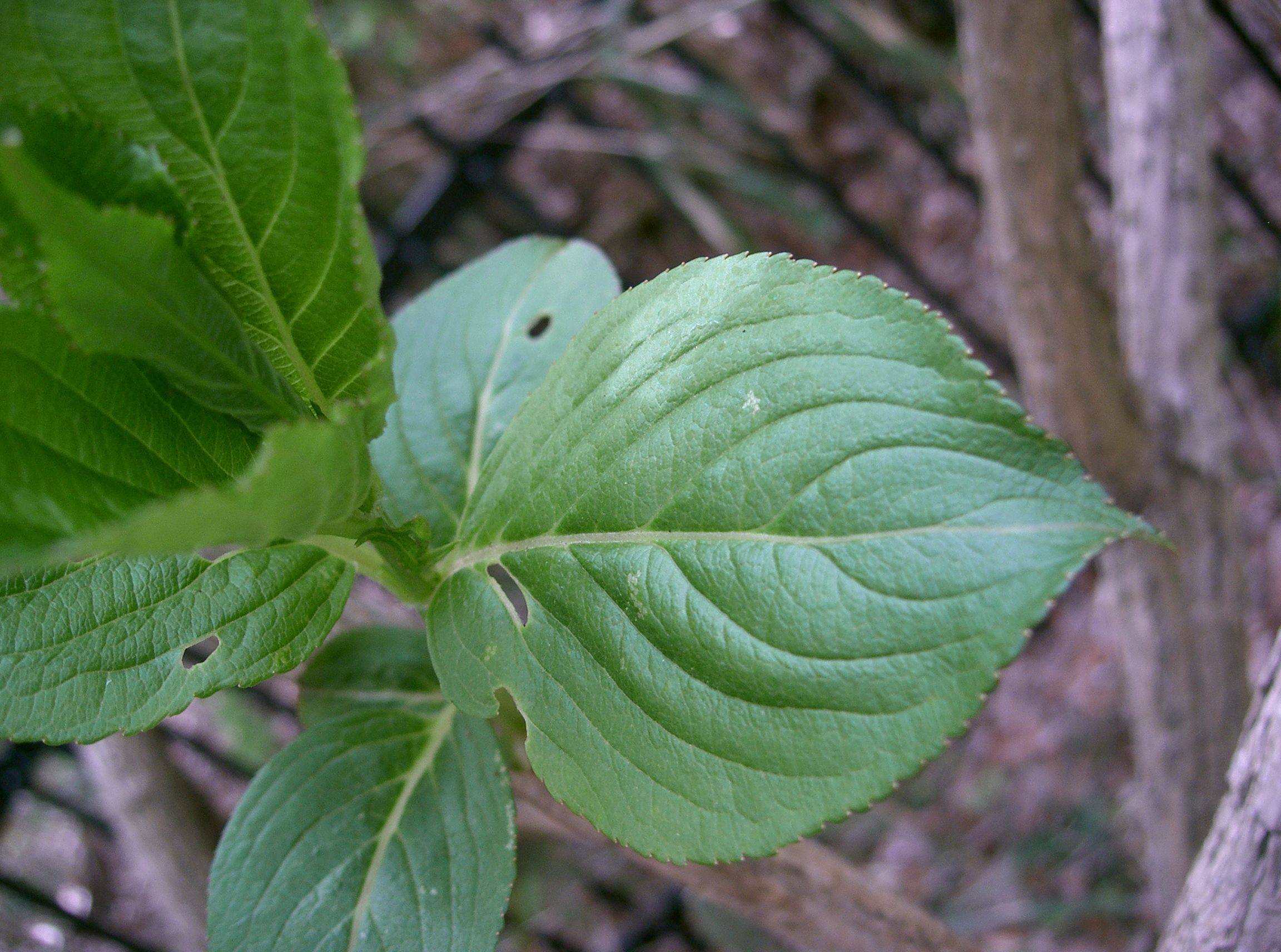
les feuilles
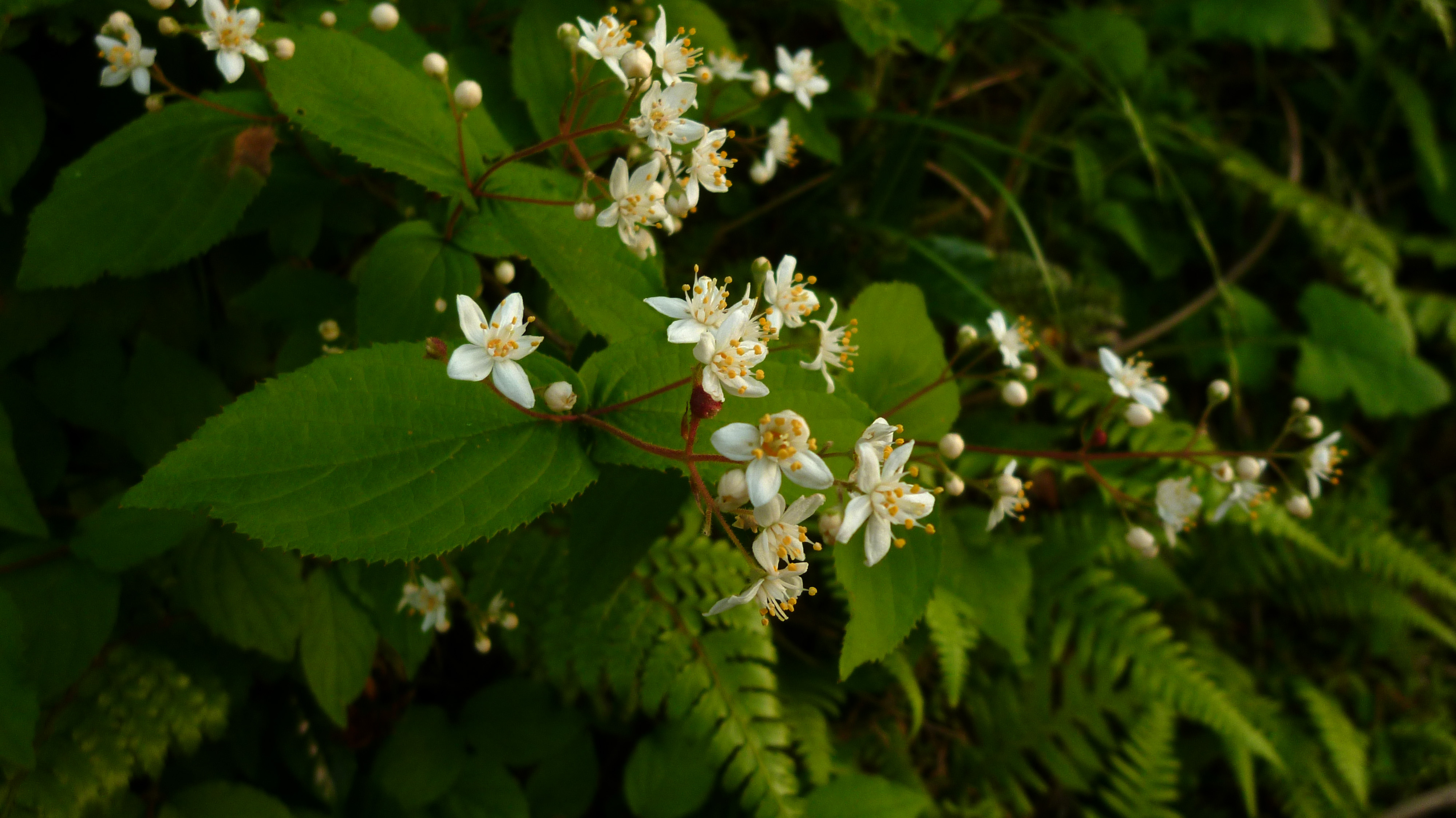
les fleurs
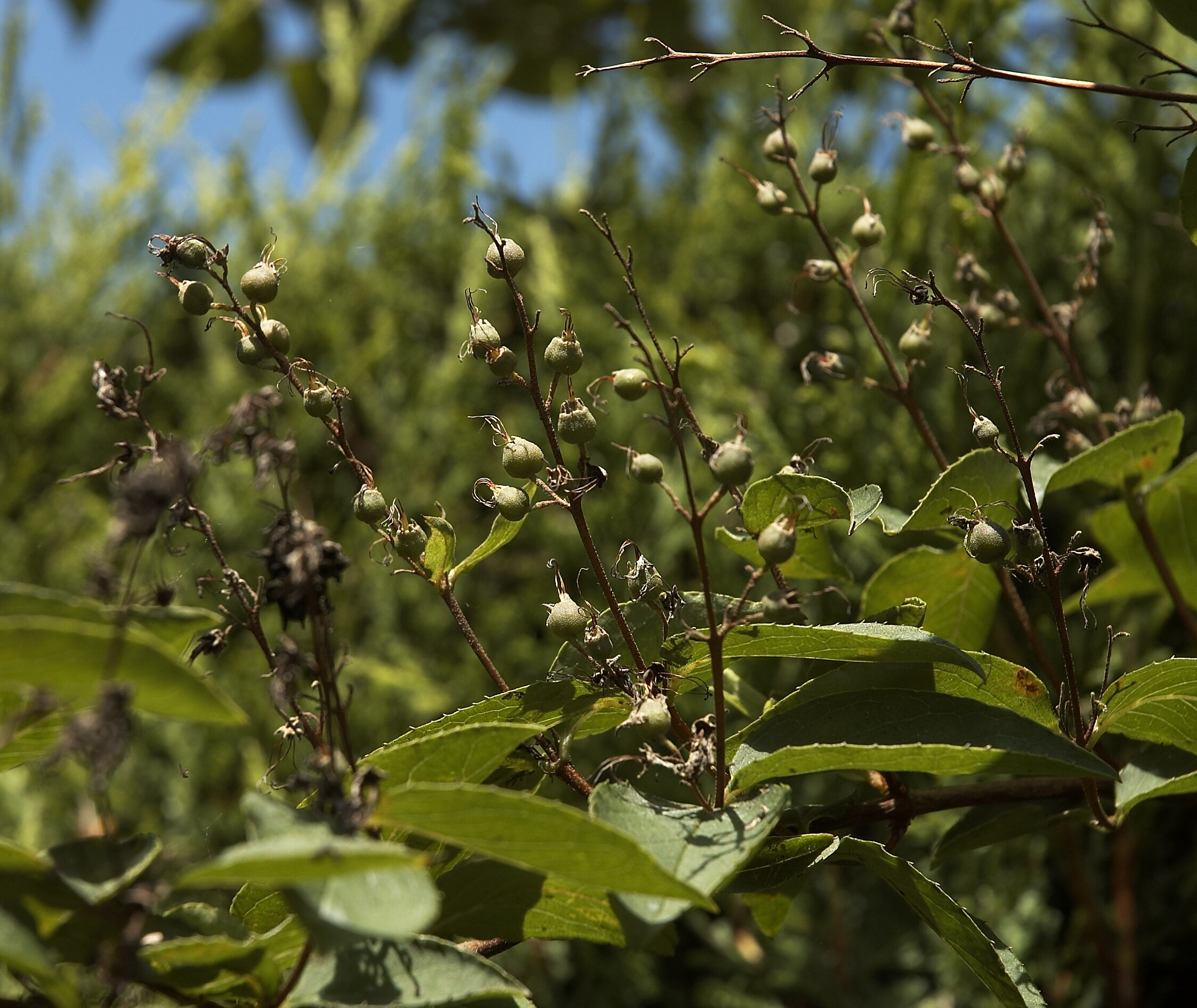
les fruits